# Le Château-d'Almenêches
Pour les articles homonymes, voir Le Château (homonymie) et Château (homonymie).
Le Château-d'Almenêches est une commune française, située dans le département de l'Orne en région Normandie, peuplée de 185 habitants.

## Géographie
La commune est desservie par la gare de Surdon, sur les lignes Paris-Granville et Caen-Tours.

### Hydrographie
La commune est située dans le bassin Seine-Normandie. Elle est drainée par l'Orne, le Don, un bras de l'Orne, le cours d'eau 03 du Parc, le fossé 01 de la commune de Marmouille, le ruisseau de Querpont, le ruisseau des Essarts, le ruisseau Fausse la rivière et divers autres petits cours d'eau,.
L'Orne, d'une longueur de 170 km, prend sa source dans la commune d'Aunou-sur-Orne et se jette  dans l'embouchure de l'Orne à Merville-Franceville-Plage, après avoir traversé 60 communes. 
Le Don, d'une longueur de 30 km, prend sa source dans la commune de Brullemail et se jette  dans l'Orne à Almenêches, après avoir traversé dix communes. 

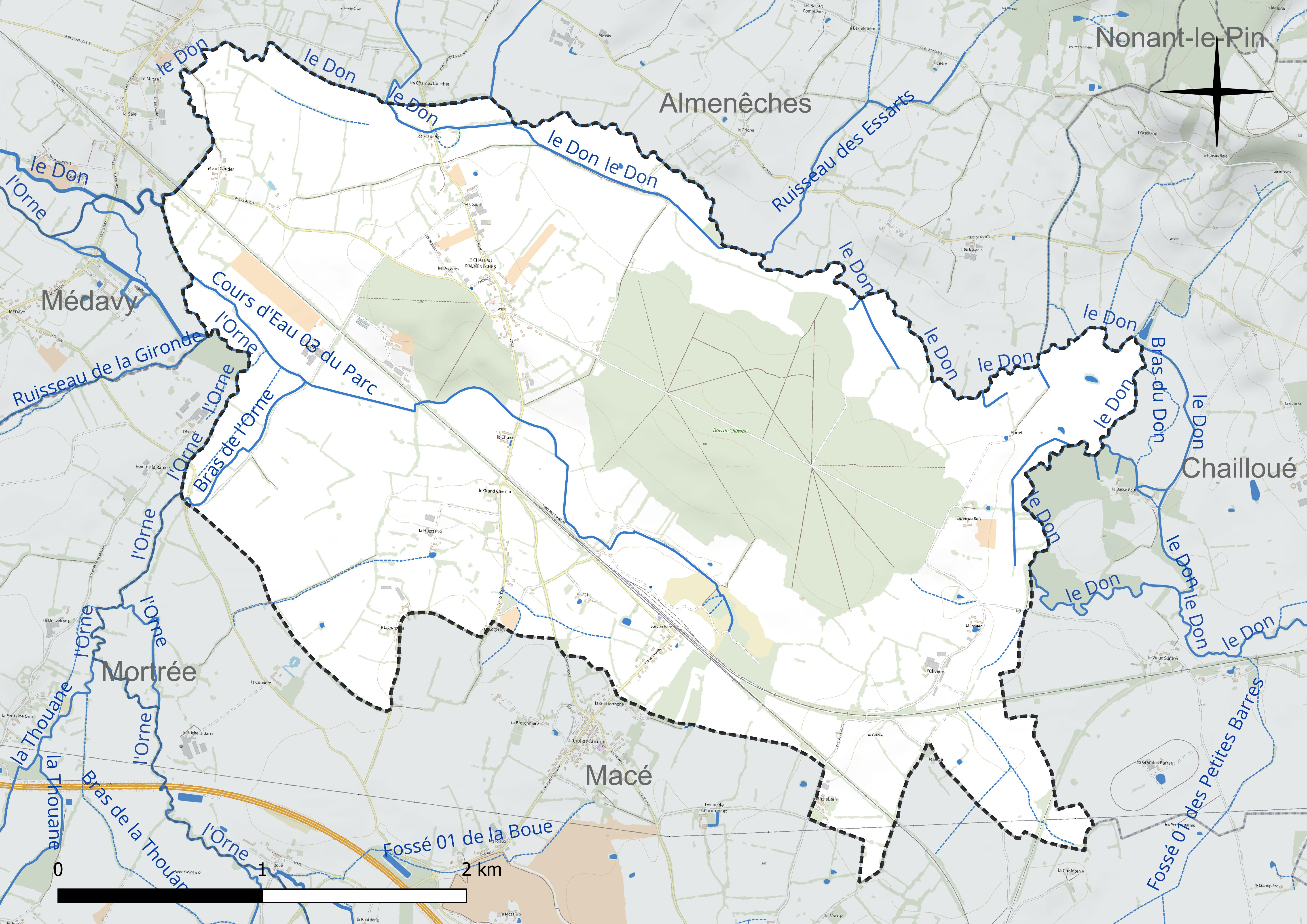
Réseau hydrographique du Château-d'Almenêches.

### Climat
Pour des articles plus généraux, voir Climat de la Normandie et Climat de l'Orne.
En 2010, le climat de la commune est de type climat océanique dégradé des plaines du Centre et du Nord, selon une étude du CNRS s'appuyant sur une série de données couvrant la période 1971-2000. En 2020, Météo-France publie une typologie des climats de la France métropolitaine dans laquelle la commune est dans une zone de transition entre le climat océanique et le climat océanique altéré et est dans la région climatique Normandie (Cotentin, Orne), caractérisée par une pluviométrie relativement élevée (850 mm/a) et un été frais (15,5 °C) et venté. Parallèlement le GIEC normand, un groupe régional d’experts sur le climat, différencie quant à lui, dans une étude de 2020, trois grands types de climats pour la région Normandie, nuancés à une échelle plus fine par les facteurs géographiques locaux. La commune est, selon ce zonage, exposée à un « climat des plateaux abrités », se caractérisant par une pluviométrie et des contraintes thermiques modérées mais aussi, par effet de continentalité, des températures plus contrastées qu'au nord dans la plaine de Caen, avec communément 10 à 15 jours par an de plus de froid en hiver et de chaleur en été.
Pour la période 1971-2000, la température annuelle moyenne est de 10,1 °C, avec une amplitude thermique annuelle de 14 °C. Le cumul annuel moyen de précipitations est de 729 mm, avec 12 jours de précipitations en janvier et 7,8 jours en juillet. Pour la période 1991-2020, la température moyenne annuelle observée sur la station météorologique la plus proche, située sur la commune du Pin-au-Haras à 7 km à vol d'oiseau, est de 10,6 °C et le cumul annuel moyen de précipitations est de 756,3 mm,. Pour l'avenir, les paramètres climatiques de la commune estimés pour 2050 selon différents scénarios d’émission de gaz à effet de serre sont consultables sur un site dédié publié par Météo-France en novembre 2022.

## Urbanisme

### Typologie
Au 1er janvier 2024, Le Château-d'Almenêches est catégorisée commune rurale à habitat dispersé, selon la nouvelle grille communale de densité à sept niveaux définie par l'Insee en 2022.
Elle est située hors unité urbaine. Par ailleurs la commune fait partie de l'aire d'attraction d'Argentan, dont elle est une commune de la couronne,. Cette aire, qui regroupe 50 communes, est catégorisée dans les aires de moins de 50 000 habitants,.

### Occupation des sols
L'occupation des sols de la commune, telle qu'elle ressort de la base de données européenne d’occupation biophysique des sols Corine Land Cover (CLC), est marquée par l'importance des territoires agricoles (78,9 % en 2018), en augmentation par rapport à 1990 (75,5 %). La répartition détaillée en 2018 est la suivante : 
prairies (46 %), terres arables (32,4 %), forêts (21,1 %), zones agricoles hétérogènes (0,5 %). L'évolution de l’occupation des sols de la commune et de ses infrastructures peut être observée sur les différentes représentations cartographiques du territoire : la carte de Cassini (XVIIIe siècle), la carte d'état-major (1820-1866) et les cartes ou photos aériennes de l'IGN pour la période actuelle (1950 à aujourd'hui).

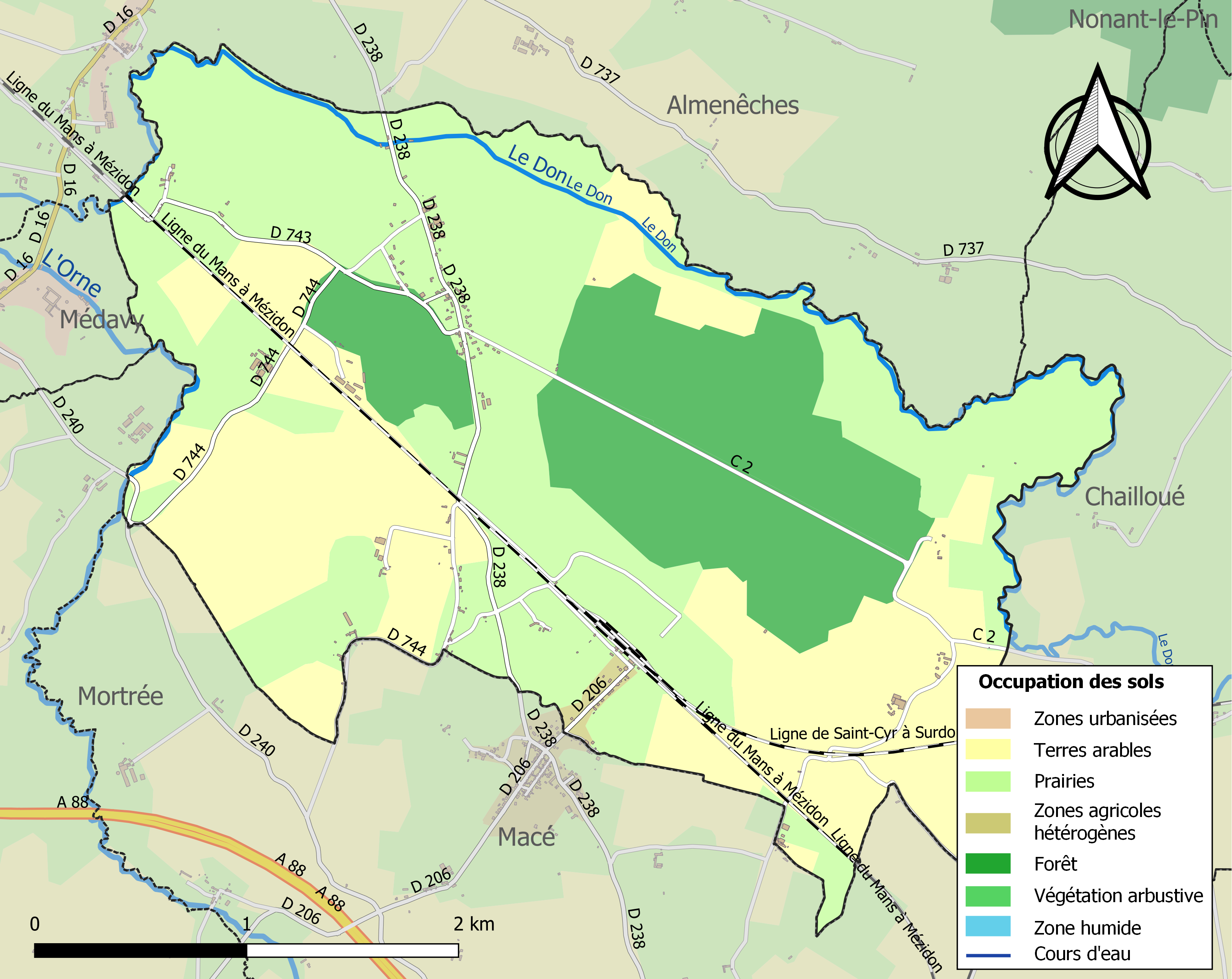
Carte des infrastructures et de l'occupation des sols de la commune en 2018 (CLC).

## Hydrologie
Le Don sert un temps de limite aux communes d'Almenêches et du Château-d'Almenêches

## Toponymie
Martel est l'ancien nom du Château-d'Almenêches, attesté sous la forme Martellum en 1060, Castrum Almaniscarum en 1136.
Le premier élément d'Almenêches, Almen- représente le nom de peuple germanique des alamans d'où le sens global de « Terre des Alamans », toponyme dû au fait de l'installation d'une unité de soldats Alamans, de l'armée romaine au Bas Empire. Le second élément, le suffixe -esche, de l'ancien français, féminin de l'ancien adjectif des noms de nationalité, ex: anglois, anglesche / danois, danesche, etc..
Le gentilé est Châtelain.

## Politique et administration
| Période                                  | Période   | Identité         | Étiquette | Qualité    |
| ---------------------------------------- | --------- | ---------------- | --------- | ---------- |
| (avant 2001)                             | mars 2008 | Roger Guillochin | -         | -          |
| mars 2008                                | En cours  | Didier Leriche   | SE        | Aviculteur |
| Les données manquantes sont à compléter. |           |                  |           |            |

## Démographie
L'évolution du nombre d'habitants est connue à travers les recensements de la population effectués dans la commune depuis 1793. Pour les communes de moins de 10 000 habitants, une enquête de recensement portant sur toute la population est réalisée tous les cinq ans, les populations de référence des années intermédiaires étant quant à elles estimées par interpolation ou extrapolation. Pour la commune, le premier recensement exhaustif entrant dans le cadre du nouveau dispositif a été réalisé en 2006.
En 2022, la commune comptait 185 habitants, en évolution de −10,63 % par rapport à 2016 (Orne : −3,21 %, France hors Mayotte : +2,11 %).
| 1793 | 1800 | 1806 | 1821 | 1836 | 1841 | 1846 | 1851 | 1856 |
| ---- | ---- | ---- | ---- | ---- | ---- | ---- | ---- | ---- |
| 372  | 425  | 428  | 395  | 362  | 328  | 338  | 293  | 293  |

| 1861 | 1866 | 1872 | 1876 | 1881 | 1886 | 1891 | 1896 | 1901 |
| ---- | ---- | ---- | ---- | ---- | ---- | ---- | ---- | ---- |
| 306  | 306  | 288  | 270  | 272  | 266  | 251  | 265  | 284  |

| 1906 | 1911 | 1921 | 1926 | 1931 | 1936 | 1946 | 1954 | 1962 |
| ---- | ---- | ---- | ---- | ---- | ---- | ---- | ---- | ---- |
| 267  | 286  | 283  | 296  | 296  | 292  | 253  | 227  | 240  |

| 1968 | 1975 | 1982 | 1990 | 1999 | 2006 | 2011 | 2016 | 2021 |
| ---- | ---- | ---- | ---- | ---- | ---- | ---- | ---- | ---- |
| 251  | 209  | 169  | 197  | 182  | 176  | 209  | 207  | 190  |

| 2022 | - | - | - | - | - | - | - | - |
| ---- | - | - | - | - | - | - | - | - |
| 185  | - | - | - | - | - | - | - | - |

## Lieux et monuments

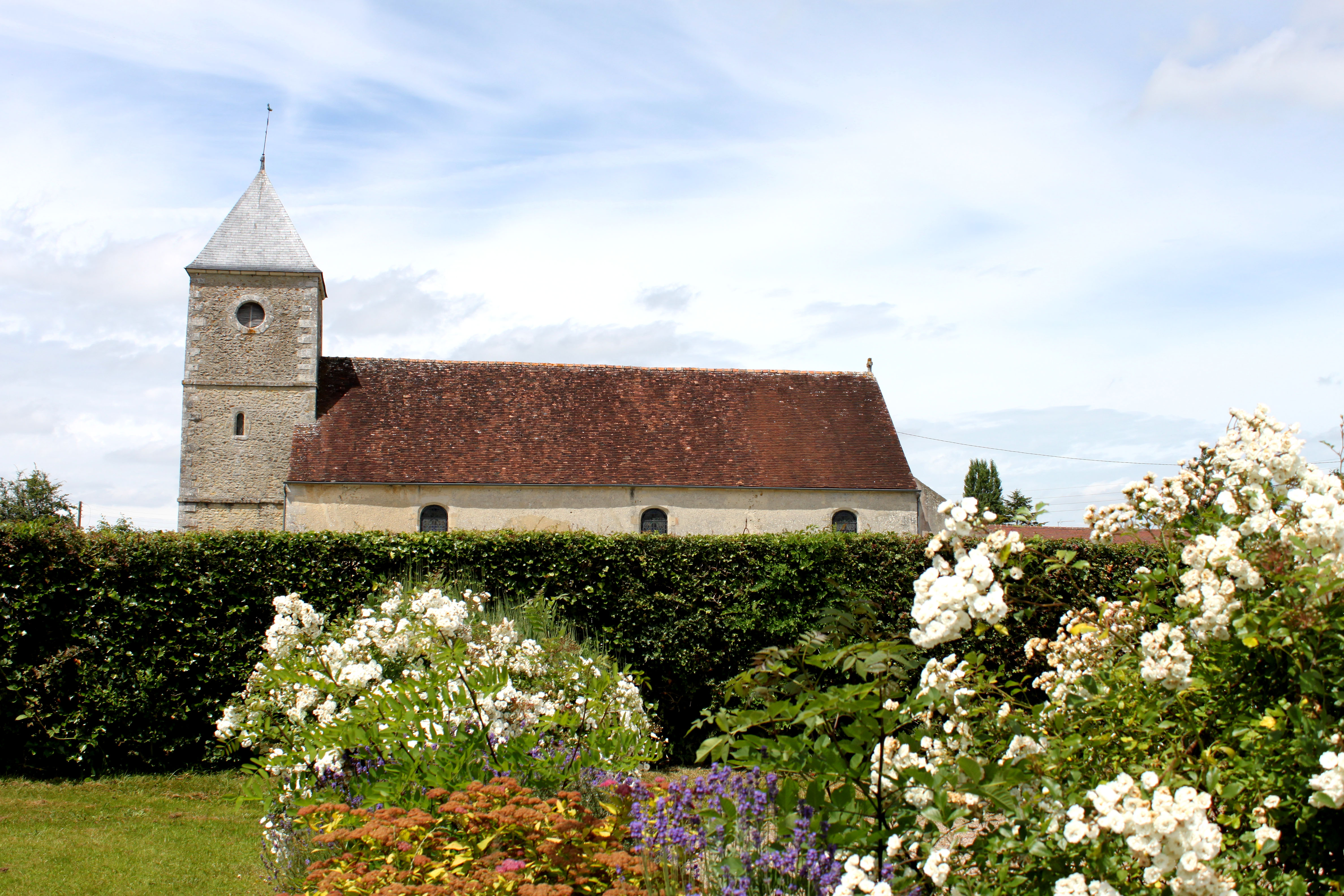
L'église.

- L'église.Motte castrale, vestige du château de Robert II de Bellême.
- La gare de Surdon : bien que l'ancienne commune de Surdon soit aujourd'hui absorbée par Chailloué, sa gare est située sur le territoire du Château-d'Almenêches.
- L'église est située au centre du village.